# ويليام ويمزات
ويليام ويمزات (بالإنجليزية: William C. Wimsatt)‏ (مواليد 24 ماي 1941) باحث أمريكي، أستاذ فخري في قسم الفلسفة، ولجنة الدراسات المفاهيمية والتاريخية للعلوم (سابقًا أسس العلوم المفاهيمية)، ولجنة البيولوجيا التطورية في جامعة شيكاغو. وهو حاليًا أستاذ في كلية الفنون الحرة بجامعة منيسوتا وزميل في مركز مينيسوتا لفلسفة العلوم. وهو متخصص في فلسفة علم الأحياء، حيث تشمل اهتماماته الاختزالية، والحدس المهني، والتولد، والنمذجة العلمية، والوراثة، والتطور الثقافي.